# Birri jezik
Birri jezik (ISO 639-3: bvq; biri, bviri, viri), nilsko-saharski jezik kojim još govori oko 200 ljudi (1996) od 5 000 etnčkih Birrija na jugozapadu Srednjoafričke Republike. Na području Sudana u provinciji Bahr el Ghazal potpuno je izumro.
Postoje dva dijalekta, Mboto i Munga. Birri je jedan od 29 jezika poskupine sara-bagirmi, šira skupina bongo-bagirmi. U upotrebi je zande [zne]. Nije isto što i viri [bvi].

## Vanjske poveznice
- Ethnologue (14th)
- Ethnologue (15th)